# Homo sapiens idaltu
Homo sapiens idaltu è un Homo sapiens estinto, vissuto circa 160 000 anni fa nell'Africa del Pleistocene, di cui è stata proposta la classificazione come sottospecie. Il nome idàltu deriva dalla lingua afar, nella quale significa più vecchio, primogenito.

## Ritrovamenti fossili
I resti fossili del H. sapiens idaltu furono scoperti nello strato Herto a Bouri nel sito Middle Auasc all'interno del triangolo di Afar in Etiopia nel 1997 da Tim D. White, ma vennero mostrati solo nel 2003. Bouri è una regione dell'Etiopia caratterizzata da plateau vulcanici. Con l'uso della datazione radiometrica i resti vennero fatti risalire ad un periodo compreso tra i 154 000 e i 160 000 anni fa. Vennero trovati tre crani ben conservati, il migliore dei quali era quello di un maschio adulto (BOU-VP-16/1) con una capacità cranica di 1450 cm³. Gli altri due crani erano resti di un altro maschio adulto e un cranio di un bambino di sei anni.
Questi fossili sono differenti da quelli di forme antiche (ma cronologicamente successive) di H. sapiens come quelli dell'uomo di Cro-Magnon scoperti in Europa e in altre parti del mondo in quanto la morfologia ha molte caratteristiche arcaiche non tipiche dell'H. sapiens (sebbene i crani umani attuali differiscano tra di loro a seconda della zona della Terra presa in esame ). Nonostante le caratteristiche arcaiche si suppone che questi esemplari rappresentino gli antenati diretti del moderno Homo sapiens, che secondo la teoria "Out of Africa" ("Fuori dall'Africa") si è sviluppato poco dopo questo periodo nell'Africa orientale (la divergenza mitocondriale dei Khoisan è datata non più tardi del 110 000 a.C.). Per questo Homo sapiens idaltu è considerato tra i più antichi rappresentanti conosciuti della specie H. sapiens. Le molte differenze morfologiche tra i crani di Herto e quelli dell'uomo di Neanderthal apportano un'ulteriore evidenza fossile per escludere la continuità dei Neandertaliani con l'uomo moderno.

## Ritrovamenti nel XXI secolo
I reperti dell'Homo sapiens idaltu erano stati considerati i più antichi, fino a quando la datazione al potassio-argon eseguita nel 2005 sui due crani fossili ritrovati nei tufi vulcanici della valle del fiume Omo in Etiopia ha mostrato che essi risalgono a 195 000 anni fa, precedenti quindi agli Idaltu, e facendo di questi nuovi fossili i più antichi resti anatomicamente simili all'uomo moderno.